# 下舘野
下舘野（しもたての）は、福島県郡山市に所在する字である。郵便番号は963-8806。

## 地理
郡山市役所本庁所管地域である旧郡山地区に属し、住所としては「郡山市字下舘野」と表記される。北で佐野良、東で安原町、南で横塚、西で古屋敷、北畑とそれぞれ隣接する。JR東日本郡山駅東側市街地東部に位置し、一級水系阿武隈川左岸、美術館通り沿線の東西に伸びる区域を範囲とする。横塚の区画整理区域から外れた区域であり、農地や荒れ地が広がり、美術館通りに沿い重機リース会社の機材置き場やコイン洗車場などが立地し、民家が点在する。芳賀に所在する郡山警察署芳賀交番、および堂前町に所在する郡山消防署本署がそれぞれ管轄にあたる。

### 河川・湖沼
一級水系阿武隈川
- 阿武隈川

## 世帯数と人口
2024年1月1日現在の世帯数と人口は以下の通りである。
| 町丁   | 世帯数 | 人口 |
| ------ | ------ | ---- |
| 下舘野 | 18世帯 | 23人 |

## 小・中学校の学区
市立小・中学校に通う場合、学区は以下の通りとなる。
| 番地 | 小学校             | 中学校                 |
| ---- | ------------------ | ---------------------- |
| 全域 | 郡山市立芳賀小学校 | 郡山市立郡山第四中学校 |

## 交通

### 道路
- 一級市道56号赤沼方八町線（美術館通り）
  - 安原橋

## 施設等
- 美術館通りクリニック